# Bijvoetbloemkokermot
De bijvoetbloemkokermot (Coleophora artemisicolella) is een vlinder uit de familie kokermotten (Coleophoridae). De wetenschappelijke naam is voor het eerst geldig gepubliceerd in 1855 door Bruand.
De soort komt voor in Europa.